# Sandvigodden fyr
Sandvigodden fyr er et nedlagt fyr i uthavnen Sandviga på Hisøy i Arendal kommune, Agder fylke i Norge .
Fyret ligger på et næs og blev bygget i 1844, samtidig med Store Torungen fyr og Lille Torungen fyr, og er Arendal og Galtesunds tredje indsejlingsfyr. Fyrstationen blev nedlagt i 1934, samtidig med at en ny automatiseret fyrlygte blev opsat i et nyt tårn ved siden af det oprindelige fyr.
Fyrvogterbolig med fyrtårn, nyere fyrlygte, et hus på kajen og et naust blev fredet i 1997 efter lov om kulturminner.